# GJ 3685A
GJ 3685A (LP 613-49 / G 10-49) es una estrella que se encuentra a 45 años luz del sistema solar en dirección a la constelación de Leo. Es una estrella tenue de magnitud aparente +13,40, no visible a simple vista.
GJ 3685A es una enana roja de tipo espectral M4 con magnitud absoluta +12,28. Al igual que muchas otras estrellas similares, como Próxima Centauri o Wolf 359 (CN Leonis), es una estrella fulgurante, es decir despide llamaradas que aumentan drásticamente su brillo; el incremento tiene lugar en todo el espectro electromagnético, desde rayos X a ondas de radio.
El 20 de abril de 2004 el satélite ultravioleta GALEX observó una enorme llamarada en GJ 3685A, que casualmente estaba en su campo de visión. La erupción fue la mayor jamás registrada en luz ultravioleta, aumentando el brillo de la estrella en un factor de 1000 en 200 segundos. La llamarada fue un millón de veces más energética que las erupciones solares. Asumiendo que la emisión en el ultravioleta cercano (1750-2800 Å) es sobre todo debida al continuo estelar, y que el flujo en el ultravioleta lejano (1350-1750 Å) se debe a partes iguales a las líneas de emisión y al continuo, parece que hay dos componentes distintos de llamarada en dicho acontecimiento. El primer tipo de llamarada se caracteriza por un aumento exponencial en flujo con un aumento mínimo o nulo de temperatura. El otro tipo implica aumentos rápidos tanto en temperatura como en flujo. Mientras que el tiempo de decaimiento para el primer componente de la llamarada puede ser de varias horas, el segundo tipo de llamarada decayó en menos de 1 minuto, sugiriendo que el plasma calentado estuvo muy poco o nada confinado.